# Paudex
Paudex je obec v západní (frankofonní) části Švýcarska, v kantonu Vaud, v okrese Lavaux-Oron. Žije zde přibližně 1 500 obyvatel.

## Geografie
Paudex leží v nadmořské výšce 382 m, vzdušnou čarou 3,5 km jihovýchodně od hlavního města kantonu, Lausanne. Aglomerační obec Lausanne se rozkládá na svahu severně od Ženevského jezera, východně od potoka Paudèze, na úplném západě oblasti Lavaux.
K území obce, které má rozlohu pouhých 0,5 km², patří malá část na severním břehu Ženevského jezera. Území obce se táhne od břehu jezera na sever do svahu až pod železniční stanici La Conversion (Lutry). Na západě tvoří hranici řeka Paudèze a na severozápadě její levý přítok Le Flonzel. Nejvyšší bod Paudexu se nachází v nadmořské výšce 513 m na malém kopci jižně od železniční stanice La Conversion. V roce 1997 bylo 82 % území obce pokryto zastavěnou plochou, 6 % lesy a lesními porosty a 12 % zemědělstvím.
K Paudexu patří osada Bochat v nadmořské výšce 450 m n. m. nad obcí. Sousedními obcemi jsou Pully, Belmont-sur-Lausanne a Lutry.

## Historie

Letecký pohled (1960)

První písemná zmínka o obci pochází z roku 1220 a nese název Paudais. Později následovaly názvy Poudans, Poudais, Poudaix a Poudays. Ve středověku Paudex patřil biskupovi z Lausanne, ale administrativně byl závislý na Lutry. Po dobytí Vaudu Bernem v roce 1536 přešla vesnice pod správu panství Lausanne. Původně patřila k Pully a samostatnou obcí se stala až v roce 1721. Po pádu Staré konfederace patřila obec v letech 1798–1803 v období Helvétské republiky ke kantonu Léman, který byl poté po vstupu v platnost mediační ústavy sloučen s kantonem Vaud. V roce 1798 byla přiřazena k okresu Lausanne.

## Obyvatelstvo
| Rok            | 1850 | 1900 | 1910 | 1930 | 1950 | 1960 | 1970 | 1980 | 1990 | 2000 |
| Počet obyvatel | 120  | 324  | 349  | 284  | 453  | 750  | 1136 | 1168 | 1255 | 1403 |

83,7 % obyvatel hovoří francouzsky, 4,6 % německy a 3,2 % italsky (stav v roce 2000). V roce 1870 žilo v Paudexu celkem 216 obyvatel a v roce 1900 324 obyvatel. Od roku 1950 (453 obyvatel) byl zaznamenán rychlý nárůst počtu obyvatel, během 50 let se počet obyvatel ztrojnásobil. Dnes se sídelní oblast obce Paudex plynule spojila s obcemi Pully a Lutry.

## Hospodářství
Až do první poloviny 20. století byl Paudex vesnicí, která se vyznačovala především zemědělstvím. V té době se na svazích nad obcí pěstovaly vinice. Dnes se zde nachází pouze vinice o rozloze 0,6 ha a zemědělství již nemá velký význam pro obživu obyvatel.
V údolí řeky Paudèze byla v 17. století objevena ložiska uhlí. Uhlí a hnědé uhlí se těžilo zejména v letech 1771–1796, ve druhé polovině 19. století a během obou světových válek. V 18. století byla v Paudex sklárna. Dnes jsou pracovní místa soustředěna v malých a středních podnicích (včetně společnosti Nestlé Nespresso a hodinářské firmy Blancpain) a v sektoru služeb. V Paudex se nachází centrum Centre Patronal.
V posledních desetiletích se obec díky své atraktivní poloze rozvinula v rezidenční obec. Mnoho zaměstnanců také dojíždí za prací především do města Lausanne a sousedních obcí.

## Doprava
Obec má dobré dopravní spojení. Leží na hlavní silnici č. 9, která vede z Lausanne podél břehu jezera přes Vevey a Montreux do Valais. Asi 2 km od obce se nachází dálniční křižovatka Belmont na dálnici A9 (Lausanne–Sion), která byla otevřena v roce 1974. Paudex je napojen na síť veřejné dopravy trolejbusovou linkou číslo 9, provozovanou společností Transports publics de la région Lausannoise, která jezdí z Prilly přes Lausanne do Lutry. Přestože obcí prochází železniční trať z Lausanne do Valais, nemá Paudex vlastní zastávku; nejbližší železniční stanice se nachází v Lutry.